# Estudi op. 25, núm. 2 (Chopin)

Inici de l'"Estudi op. 25 núm. 2" (Edició Urtext)

L'"Estudi op. 25 núm. 2", en fa menor, és un dels dotze Estudis op. 25 per a piano compostos per Frédéric Chopin; el va escriure l'any 1836. Està basat, principalment, en el desenvolupament de la polirítmia, amb tresets de corxeres a la mà dreta, mentre la mà esquerra, com a acompanyament, fa tresets de negres. No obstant, això no suposa una gran dificultat, ja que es dona una negra cada dues corxeres. La veritable dificultat rau en la velocitat amb la qual s'ha d'interpretar, que provoca que sigui imprescindible una bona digitació.
També és conegut amb el sobrenom de "Les abelles": quan es toca sempre legato i amb el tempo presto, com s'indica a la partitura, realment pot donar la sensació de ser abelles brunzint.